# 埃德·范登赫费尔
埃德·范登赫费尔（荷蘭語：Ed van den Heuvel，1940年11月2日—），男，荷兰天体物理学家，阿姆斯特丹大学荣誉退休教授。